# 開膛手 (電影)
《開膛手》（英語：From Hell）是一部2001年美國、英國和捷克合拍的時代砍殺電影，改编自畅销小说《来自地狱》。由休斯兄弟執導，強尼·戴普和海瑟·葛拉罕主演。

## 剧情
影片改编自十九世纪真实事件-开膛手杰克，英国最富盛的维多利亚女王时代，英国伦敦竟发生六件阻街女子被匕首残杀的恐怖案件，竟都没破案。但后来破案后，凶手是女王的近亲某王爷，所以并未宣布破案结果。其中海瑟在片中饰演阻街女，协助钓出真凶，但最后差一点遇害，强尼策划逮捕之探长。

## 製作
主體拍攝於2000年6月5日開始，於捷克布拉格進行製作。